# Save Your Kisses for Me
Save Your Kisses for Me, skriven av Tony Hiller, Lee Sheriden och Martin Lee, är den melodi som den brittiska popgruppen Brotherhood of Man framförde för Storbritannien i Eurovision Song Contest 1976, där melodin segrade. Texten handlar om en pappa som lämnar sitt treåriga barn när han går till jobbet. Låten innehåller raderna "you see I have to work each day and that's why I go away" och "save your kisses for me even though you're only three".
Senare under 1976 spelade countrysångerskan Margo Smith från USA in en cover på sången, och den kom som bäst på nummer 10 på countrylistorna.
Gert Lengstrand försåg låten med text på svenska, och som En kyss eller två spelade Schytts in den på albumet Hålligång 6 1976. 

## Listplaceringar
| Lista (1976)  | Placering |
| ------------- | --------- |
| Nederländerna | 1         |
| Norge         | 9         |
| Nya Zeeland   | 9         |
| Schweiz       | 2         |
| Sverige       | 6         |
| Österrike     | 3         |

### Fotnoter
1. ↑  ”Svensk mediedatabas”. http://smdb.kb.se/catalog/id/001455022. Läst 28 april 2011.
2. ↑  ”Listplacering”. http://dutchcharts.nl/showitem.asp?interpret=Brotherhood+Of+Man&titel=Save+Your+Kisses+For+Me&cat=s. Läst 28 april 2011.
3. ↑  ”Listplacering”. http://norwegiancharts.com/showitem.asp?interpret=Brotherhood+Of+Man&titel=Save+Your+Kisses+For+Me&cat=s. Läst 28 april 2011.
4. ↑  ”Listplacering”. Arkiverad från originalet den 20 maj 2017. https://web.archive.org/web/20170520201449/http://www.charts.org.nz/showitem.asp?interpret=Brotherhood+Of+Man&titel=Save+Your+Kisses+For+Me&cat=s. Läst 28 april 2011.
5. ↑  ”Listplacering”. http://hitparade.ch/showitem.asp?interpret=Brotherhood+Of+Man&titel=Save+Your+Kisses+For+Me&cat=s. Läst 28 april 2011.
6. ↑  ”Listplacering”. http://swedishcharts.com/showitem.asp?interpret=Brotherhood+Of+Man&titel=Save+Your+Kisses+For+Me&cat=s. Läst 28 april 2011.
7. ↑  ”Listplacering”. http://austriancharts.at/showitem.asp?interpret=Brotherhood+Of+Man&titel=Save+Your+Kisses+For+Me&cat=s. Läst 28 april 2011.